# Вес Джарвіс
Вес Джарвіс (англ. Wes Jarvis, нар. 30 травня 1958, Торонто) — канадський хокеїст, що грав на позиції центрального нападника.

## Ігрова кар'єра
Професійну хокейну кар'єру розпочав 1978 року.
1978 року був обраний на драфті НХЛ під 213-м загальним номером командою «Вашингтон Кепіталс». 
Протягом професійної клубної ігрової кар'єри, що тривала 13 років, захищав кольори команд «Вашингтон Кепіталс», «Міннесота Норт-Старс», «Лос-Анджелес Кінгс» та «Торонто Мейпл-Ліфс».

## Статистика НХЛ
|                  | Сезони | І   | Г  | П  | О  | ШХ |
| ---------------- | ------ | --- | -- | -- | -- | -- |
| Регулярний сезон | 9      | 237 | 31 | 55 | 86 | 98 |
| Плей-оф          | 1      | 2   | 0  | 0  | 0  | 2  |

## Інше
Разом з дружиною та чотирма доньками проживає в провінції Онтаріо. Разом з Майком Гартнером володіє кількома ковзанками. 
Вес дядько хокеїста Алекса Фостера та двоюрідний брат Дага Джарвіса.